# Stalag 17
Stalag 17 ist ein US-amerikanischer Kriegsfilm von Billy Wilder aus dem Jahr 1953. Es ist der erste amerikanische Film nach dem Zweiten Weltkrieg, der zwar den Krieg zum Thema hat, aber nicht von Schlachten und Siegen handelt, sondern von Amerikanern in einem deutschen Kriegsgefangenenlager (Stalag).

## Handlung
Ende 1944 führt Lagerkommandant Oberst von Scherbach, Spross einer alten deutschen Militärfamilie, ein strenges Regiment in dem deutschen Gefangenenlager Stalag 17. Jeder Fluchtversuch endete bislang mit dem Tod der Ausbrecher. Offensichtlich werden alle Fluchtpläne von den Deutschen vorher aufgedeckt. Daher vermuten die Gefangenen, dass sich unter ihnen ein Verräter befindet.
Verdächtigt wird vor allem der clevere Einzelgänger Sefton, den die anderen Gefangenen verachten, weil er auch mit den deutschen Wachen schwunghaften Handel treibt. Seine Währung sind Zigaretten, die er den Mitgefangenen mittels Glücksspiels, Handel mit selbst gebranntem Alkohol oder für einen Blick durch sein Fernglas in das benachbarte Frauenlager abknöpft.
Mitten in den Weihnachtsvorbereitungen kommt Leutnant Dunbar, Sohn aus reichem Hause, neu ins Lager und erzählt, dass er unterwegs einen Sprengstoffzug der Deutschen in die Luft gesprengt hat. Auch dies wird prompt an die Lagerleitung verraten und Dunbar droht die Auslieferung an die SS und die Erschießung wegen Sabotage.
Nun spitzt sich die Lage für Sefton immer mehr zu. Da entdeckt er einen toten Briefkasten, mit dem Nachrichten über Unteroffizier Schulz heimlich aus der Baracke geschmuggelt werden. Dadurch kann Sefton den wirklichen Verräter entlarven: „Price“, einen Deutschen, der lange in den USA gelebt hatte und von der Lagerleitung als Spion eingeschmuggelt worden war.
Nachdem Sefton seine Unschuld bewiesen hat, jagen die Gefangenen den Verräter aus der Baracke direkt in das Sperrfeuer der Lagerwache. In der allgemeinen Verwirrung wagt Sefton mit Leutnant Dunbar die Flucht aus dem Lager. Er hofft auf eine reiche Belohnung durch Dunbars Familie.

## Hintergrund
Der Film geht auf ein Theaterstück von Donald Bevan und Edmund Trzcinski zurück, die als Kriegsgefangene des Zweiten Weltkrieges im STALAG XVII B Krems-Gneixendorf in Krems an der Donau in Niederösterreich interniert waren.
Von 1951 bis 1952 lief das Stück am Broadway. Als die Paramount Studios den Film auch in Deutschland herausbringen wollten, beschloss die Studioleitung, in der deutschsprachigen Fassung aus dem Verräter einen Polen zu machen, um den Film dem deutschen Publikum leichter verdaulich zu machen. Man teilte dies Wilder während der Dreharbeiten in Paris zu Ariane – Liebe am Nachmittag schriftlich mit. Nach Wilders energischem Protest ließ man diese Idee wieder fallen. Wilder, der einen Großteil seiner Familie im Holocaust verloren hatte, verlangte aber noch eine formelle Entschuldigung für dieses taktlose Ansinnen. Als sie ausblieb, machte er danach nie wieder einen Film für Paramount.

## Kritik
„Das Ansinnen des Films, die ‚Barackenseele‘ psychologisch zu enthüllen, wird durch Unterhaltungseffekte allerdings teilweise unterlaufen. Dennoch perfekt inszeniert und hervorragend besetzt.“

1953 wurde der Film von der Freiwilligen Selbstkontrolle der Filmwirtschaft abgelehnt, da „durch die einseitig negative Darstellung der deutschen Wachmannschaften alte Ressentiments aufbrechen könnten“; erst 1960 kam der Film in deutsche und österreichische Kinos.

## Auszeichnungen

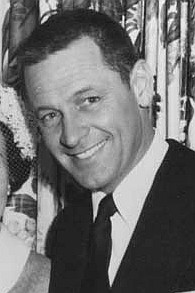
Hauptdarsteller William Holden (1952)

William Holden erhielt für seine Rolle als Sergeant Sefton einen Oscar als bester Hauptdarsteller, außerdem wurde der Film in den Kategorien Beste Regie und Bester Nebendarsteller nominiert. Bei der Verleihung des Oscars hielt Holden die bis dahin kürzeste Dankesrede: „Thank you“ (Danke sehr). 1968 unterbot ihn Alfred Hitchcock, indem er „Thanks“ sagte.

## Deutsche Synchronfassung
| Rolle                                  | Darsteller     | Synchronsprecher |
| -------------------------------------- | -------------- | ---------------- |
| Sergeant J.J. Sefton                   | William Holden | Heinz Engelmann  |
| Lt. James Dunbar                       | Don Taylor     | Heinz Giese      |
| Oberst von Scherbach                   | Otto Preminger | Paul Wagner      |
| Stanislas „Nilpferd“ Kasava            | Robert Strauss | Arnold Marquis   |
| Harry Shapiro                          | Harvey Lembeck | Wolfgang Draeger |
| „Hoffy“                                | Richard Erdman | Helmut Wildt     |
| Sergeant Price                         | Peter Graves   | Rainer Brandt    |
| Duke                                   | Neville Brand  | Horst Niendorf   |
| Unteroffizier Johann Sebastian Schultz | Sig Ruman      | Werner Lieven    |
| Blondie Peterson                       | Robert Shawley | Ernst Jacobi     |

## Sonstiges
Wilders österreichstämmiger Regisseurkollege Otto Preminger spielt den Lagerkommandanten Oberst von Scherbach. In einer Statistenrolle ist wiederum John Mitchum, der jüngere Bruder von Robert Mitchum, zu sehen.
Nach Wilders Film wurde 1973 ein Reggae-Instrumentalstück Stalag 17 benannt, das später zu einem der bekanntesten Reggae-Riddims wurde, der Stalag Riddim.
Offensichtlich war Stalag 17 auch eine Inspirationsquelle für die Fernsehserie Ein Käfig voller Helden, wie man am Charakter des Unteroffizier Schultz erkennen kann, der sowohl im Film als auch in der Serie auftritt. Die Filmfirma Paramount Pictures verklagte die Serienproduzenten wegen Ideendiebstahls, verlor das Verfahren jedoch.
Hauptartikel: Stalag XVII A Kaisersteinbruch
Stalag 17 wird mehrfach in der Fernsehserie Magnum P.I. thematisiert.